# Замок Берегомет
Замок Берегомет (рум. Castelul Berhomet) — колишня резиденція графа Миколи Василька, в князівстві Буковини. Замок було розграбовано та спалено російськими солдатами в 1915 році під час Першої світової війни.

## Історія
Початок будівництва замку може бути датований 40-ми роками XIX століття, коли барон Жордаки Василько почав розширювати свій особняк. Його син Олександр завершив будівництво і спорудив вежу в 80-х роках XIX століття. На початку свого другого президентського терміну (1888—1891) він, як губернатор Буковини почав електрифікацію Чернівцях і області. Його родова резиденція в Берегометі була одною із перших електрифікованих місць, за межами Чернівців. Будівля складалося з декількох з'єднаних частин, основна частина була в башті з високим дахом. Фасад був частково в сільському дерев'яному стилі.
Замок і садиба була частиною родової резиденції сім'ї Василько з 1888 року . З початком Першої світової війни в 1914 році, він був переданний у власність Таємної ради губернатором Буковини.
«Wiener Zeitung» 26 лютого 1915 повідомив: „На додаток до численних спустошень зроблених російськими козацькими ордами на Буковині, був також знищений замок в Берегометі, резиденція графа Миколи Василько“.
Спочатку замок займав штаб російської армії. Потім в ньому були розквартировані російські офіцери, які неодноразово висловлювали своє незадоволення тим, що власник не виступав на стороні Російської імперії. В кінці 1915 року замок в Берегометі піддався мародерству та розграбуванню зі сторони російських солдат та офіцерів. З замку було винесено всі цінні речі, меблі, картини, а також гроші та цінності, а також „Дуже цінна колекція рогів оленів“. Вони також вкрали цінну домашню худобу (в тому числі 300 симентальських корів) та коней, включаючи кухонне приладдя. Останні російські військові, котрі зайняли Берегомет, знайшли замок та повністю його розграбували. 
Замок був спалений в лютому 1915 року. Підпал здійснили козаки, вони вилізли на дах і облили його бензином. По всьому замку були розкладенні патрони, в розрахунку, що коли вогонь до них дійде, то вони вибухнуть. Дозвіл надав російський полковник з метою помсти графу Василько за створення окремого полку добровольців «Гуцульсько-буковинський легіон».